# Jean-Charles Naouri
Jean-Charles Naouri, nascido em 8 de março de 1949 na cidade de Bône (hoje Annaba), na Argélia, é um empresário francês e atualmente Presidente do Conselho de Administração do GPA, Diretor-presidente e controlador do Grupo Casino .

## Formação
Jean-Charles Naouri obteve, aos 14 anos, o primeiro lugar nas provas de latim e grego no Concours Général (uma competição nacional na França para alunos do ensino médio). Aos 15 anos, passou o exame do baccalauréat com a mais alta menção honrosa, summa cum laude. Em 1967, foi aprovado, em primeiro lugar na França, no concurso de admissão para a Escola Normal Superior de Paris, departamento de Matemática.[carece de fontes?] Em seguida, obteve, em apenas um ano, o doutorado em Matemática. Jean-Charles Naouri estudou também na Universidade Harvard e na Escola Nacional de Administração (ENA), onde graduou-se em 1976 .

## Início de carreira

### Serviço Púbico
Em 1976, Jean-Charles Naouri ingressou na Inspeção de Finanças, órgão governamental de auditoria e supervisão da Administração Pública Francesa. De 1982 a 1986, ele serviu ao ministro francês Pierre Bérégovoy como Diretor de Gabinete, no Ministério de Assuntos Sociais e no Ministério da Economia, Finanças e Orçamento. Durante esse período, Jean-Charles Naouri estruturou as reformas implementadas no mercado financeiro francês, que incluíram a criação do MATIF (mercado internacional de futuros da França) e do MONEP (mercado de opções de ações e índices da França) e que introduziram no mercado certificados de depósito  e commercial papers. Foi também o arquiteto da desregulamentação dos mercados financeiros na França, reduzindo o controle do câmbio e suprimindo restrições ao crédito.

### Banco Rothschild & Cie
Em 1987, Jean-Charles Naouri desligou-se da função pública e juntou-se o Banco Rothschild & Cie como sócio diretor . Paralelamente, fundou a empresa de investimentos Euris , que adquiria participações minoritárias em companhias. Em pouco tempo, a empresa aumentou consideravelmente sua capacidade de investimento.

## Varejo Global

### Rallye
No início dos anos 1990, Jean-Charles Naouri decidiu reorientar sua estratégia para a realização de investimentos estratégicos, com maior suporte de às empresas nas quais investia. Foi assim que, em 1991, adquiriu o varejista Rallye , baseado na região oeste da França, que atravessava sérios problemas de liquidez. Confiante no potencial do setor de varejo e na aliança entre as duas empresas, em 1992 ele implementou a fusão entre a Rallye e o Grupo Casino, do qual se tornou o maior acionista.

### Grupo Casino
Em 1997, a oferta de aquisição hostil lançada pelo competidor Promodès para adquirir o Grupo Casino foi derrotada pela bem-sucedida contraproposta conduzida por Jean-Charles Naouri, família Guichard e executivos do Casino. Com a vitória, foi possível preservar a independência do Grupo.
Em Março de 2005, Jean-Charles Naouri tornou-se Diretor-presidente do Grupo Casino, e liderou uma importante transformação do perfil do grupo, vendendo divisões de negócio de baixa performance na Polônia, nos Estados Unidos, em Taiwan e nos Países Baixos, e reforçando a presença do grupo em mercados com forte crescimento. Dessa forma, o Casino conquistou a liderança do setor de varejo alimentar na América do Sul (Brasil e Colômbia, principalmente), no Oceano Índico e no Vietnã, além do segundo lugar na Tailândia.
Na França, Jean-Charles Naouri decidiu apostar nas lojas de proximidade, principal segmento de atuação do Grupo Casino. Também posicionou o Casino no segmento de hard discount com o desenvolvimento da rede Leader Price e do site de vendas on-line Cdiscount, adquirido em 2000.
Em 2012, o Grupo Casino adquiriu o controle isolado do varejista brasileiro Grupo Pão de Açúcar, maior empregador do setor privado do Brasil . No mesmo ano, o grupo adquiriu a participação restante de 50% da rede francesa Monoprix, tornando-se seu único acionista .

## Trabalho filantrópico
Fora do âmbito de suas atividades empresariais, Jean-Charles Naouri criou, em 2000, a Fundação Euris . A cada ano, a fundação concede 40 bolsas de estudo a alunos promissores que tenham concluído o ensino médio e que sejam originários de regiões carentes da França.
Jean-Charles Naouri é também Vice-presidente da Fundação Empresarial do Grupo Casino, fundada em 2009 para promover o acesso à cultura e ao conhecimento a crianças carentes ou vítimas de doenças.
Além disso, Jean-Charles Naouri é Presidente de Honra do Conselho do Institut d’Expertise et de Prospective da École Normale Supérieure, cuja finalidade é desenvolver relações entre essa instituição de ensino e o mundo corporativo.
Em junho de 2013, Jean-Charles Naouri foi nomeado, pelo Ministério francês das Relações Exteriores, Representante Especial para relações econômicas com o Brasil .

## Cargos e funções
- Presidente do Conselho de Administração e Diretor-presidente do Grupo Casino (companhia de capital aberto)
- Presidente do Conselho de Administração e Diretor-presidente da Euris
- Presidente do Conselho de Administração da Rallye (companhia de capital aberto)
- Presidente do Conselho de Administração da Companhia Brasileira de Distribuição (CBD) (companhia de capital aberto)[13]
- Presidente e CEO da Casino Finanças
- Presidente do Conselho de Administração da Cnova N.V.

- Vice-presidente da Fundação Empresarial do Grupo Casino
- Presidente do Conselho da Fundação Euris

### Outros cargos ou funções
- Membro do Conselho de Administração da Financière Marc de Lacharrière (Fimalac)
- Membro do Conselho Consultivo do Banque de France
- Presidente da "Association Promotion des Talents", uma entidade sem fins lucrativos
- Presidente de Honra do Conselho do Institut d’Expertise et de Prospective da École Normale Supérieure

## Fortuna
Em 2014, Jean-Charles Naouri foi ranqueado pela revista Challenges como a 53a maior fortuna da França, com 1,2 bilhão de euros . 